# Hech
Hech (persiska: هک, هيك, هچ) är en ort i Iran.   Den ligger i provinsen Yazd, i den centrala delen av landet, 500 km söder om huvudstaden Teheran. Hech ligger 1 506 meter över havet och antalet invånare är 145.
Terrängen runt Hech är en högslätt, och sluttar österut.Runt Hech är det glesbefolkat, med 9 invånare per kvadratkilometer. Närmaste större samhälle är Mehrdasht, 8,8 km sydost om Hech. Trakten runt Hech är ofruktbar med lite eller ingen växtlighet.